# 王淑梅
王淑梅（1963年3月—），中华人民共和国海事审判专家、二级大法官，上海海事大学法学硕士。现任中华人民共和国最高人民法院审判委员会副部级专职委员、第三巡回法庭庭长兼党组书记。

## 生平
1984年11月，加入中国共产党。
2019年4月，任最高人民法院民事第四庭庭长
2021年8月，最高人民法院审判委员会委员。
2022年12月，任最高人民法院第三巡回法庭庭长。